# Opiomeloe flavipennis
Opiomeloe flavipennis là một loài bọ cánh cứng trong họ Meloidae. Loài này được Guérin-Ménéville miêu tả khoa học năm 1843.